# Ster ZLM Toer 2014
La 28e édition du Ster ZLM Toer a lieu du 18 au 22 juin 2014. L'épreuve fait partie de l'UCI Europe Tour, dans la catégorie 2.1.

## Présentation

### Équipes
Classé en catégorie 2.1 de l'UCI Europe Tour, le Ster ZLM Toer est par conséquent ouvert aux UCI ProTeams dans la limite de 50 % des équipes participantes, aux équipes continentales professionnelles, aux équipes continentales et à une équipe nationale néerlandaise.
| Nom de l'équipe         | Pays       | Code |
| ----------------------- | ---------- | ---- |
| Belkin                  | Pays-Bas   | BEL  |
| BMC Racing              | États-Unis | BMC  |
| Giant-Shimano           | Pays-Bas   | GIA  |
| Garmin-Shap             | États-Unis | GRS  |
| Lotto-Belisol           | Belgique   | LTB  |
| Omega Pharma-Quick Step | Belgique   | OPQ  |

| Nom de l'équipe              | Pays     | Code |
| ---------------------------- | -------- | ---- |
| Androni Giocattoli-Venezuela | Italie   | AND  |
| Topsport Vlaanderen-Baloise  | Belgique | TSV  |
| Wanty-Groupe Gobert          | Belgique | WGG  |

| Nom de l'équipe                           | Pays     | Code |
| ----------------------------------------- | -------- | ---- |
| De Rijke                                  | Pays-Bas | RIJ  |
| Jo Piels                                  | Pays-Bas | CJP  |
| Koga                                      | Pays-Bas | KOG  |
| Metec-TKH Continental                     | Pays-Bas | MET  |
| Rabobank Development                      | Pays-Bas | RDT  |
| Sunweb-Napoleon Games                     | Belgique | SUN  |
| Telenet-Fidea                             | Belgique | TFC  |
| Vastgoedservice-Golden Palace Continental | Belgique | VGS  |

## Étapes
| Étape     | Date    | Villes étapes                |  | Distance (km) | Vainqueur d’étape | Leader du classement général |
| --------- | ------- | ---------------------------- |  | ------------- | ----------------- | ---------------------------- |
| 1re étape | 18 juin | Bladel - Bladel              |  | 7             | Philippe Gilbert  | Philippe Gilbert             |
| 2e étape  | 19 juin | Rucphen - Sint Willebrord    |  | 183,9         | Marcel Kittel     | Marcel Kittel                |
| 3e étape  | 20 juin | Buchten - Buchten            |  | 190,5         | Gregory Henderson | Marcel Kittel                |
| 4e étape  | 21 juin | Verviers - Lac de la Gileppe |  | 186,7         | Philippe Gilbert  | Philippe Gilbert             |
| 5e étape  | 22 juin | Gerwen - Boxtel              |  | 173,7         | André Greipel     | Philippe Gilbert             |

## Déroulement de la course

### 1reétape
|    | Coureur           | Équipe                  |    | Temps      |
| -- | ----------------- | ----------------------- | -- | ---------- |
| 1  | Philippe Gilbert  | BMC Racing              | en | 8 min 37 s |
| 2  | Dylan van Baarle  | Garmin-Sharp            | +  | 1 s        |
| 3  | Albert Timmer     | Giant-Shimano           |    | 1 s        |
| 4  | Steven Lammertink | Jo Piels                |    | 1 s        |
| 5  | Marcel Kittel     | Giant-Shimano           |    | 1 s        |
| 6  | Brian van Goethem | Metec-TKH Continental   |    | 3 s        |
| 7  | Gianni Meersman   | Omega Pharma-Quick Step |    | 3 s        |
| 8  | Jos van Emden     | Belkin                  |    | 4 s        |
| 9  | Rick Flens        | Belkin                  |    | 4 s        |
| 10 | Tim Wellens       | Lotto-Belisol           |    | 4 s        |

|    | Coureur           | Équipe                  |    | Temps      |
| -- | ----------------- | ----------------------- | -- | ---------- |
| 1  | Philippe Gilbert  | BMC Racing              | en | 8 min 37 s |
| 2  | Dylan van Baarle  | Garmin-Sharp            | +  | 1 s        |
| 3  | Albert Timmer     | Giant-Shimano           |    | 1 s        |
| 4  | Steven Lammertink | Jo Piels                |    | 1 s        |
| 5  | Marcel Kittel     | Giant-Shimano           |    | 1 s        |
| 6  | Brian van Goethem | Metec-TKH Continental   |    | 3 s        |
| 7  | Gianni Meersman   | Omega Pharma-Quick Step |    | 3 s        |
| 8  | Jos van Emden     | Belkin                  |    | 4 s        |
| 9  | Rick Flens        | Belkin                  |    | 4 s        |
| 10 | Tim Wellens       | Lotto-Belisol           |    | 4 s        |

### 2eétape
|    | Coureur             | Équipe                      |    | Temps           |
| -- | ------------------- | --------------------------- | -- | --------------- |
| 1  | Marcel Kittel       | Giant-Shimano               | en | 4 h 19 min 44 s |
| 2  | Tyler Farrar        | Garmin-Sharp                | +  | m.t             |
| 3  | Gianni Meersman     | Omega Pharma-Quick Step     |    | m.t             |
| 4  | Roy Jans            | Wanty-Groupe Gobert         |    | m.t             |
| 5  | Tim Merlier         | Sunweb-Napoleon Games       |    | m.t             |
| 6  | Michael Van Staeyen | Topsport Vlaanderen-Baloise |    | m.t             |
| 7  | Dylan Groenewegen   | De Rijke                    |    | m.t             |
| 8  | Johim Ariesen       | Metec-TKH Continental       |    | m.t             |
| 9  | Jens Debusschere    | Lotto-Belisol               |    | m.t             |
| 10 | Gianni Vermeersch   | Sunweb-Napoleon Games       |    | m.t             |

|    | Coureur           | Équipe                  |    | Temps           |
| -- | ----------------- | ----------------------- | -- | --------------- |
| 1  | Marcel Kittel     | Giant-Shimano           | en | 4 h 28 min 12 s |
| 2  | Gianni Meersman   | Omega Pharma-Quick Step | +  | 8 s             |
| 3  | Philippe Gilbert  | BMC Racing              |    | 9 s             |
| 4  | Dylan van Baarle  | Garmin-Sharp            |    | 10 s            |
| 5  | Albert Timmer     | Giant-Shimano           |    | 10 s            |
| 6  | Tyler Farrar      | Garmin-Sharp            |    | 11 s            |
| 7  | Brian van Goethem | Metec-TKH Continental   |    | 12 s            |
| 8  | Jos van Emden     | Belkin                  |    | 13 s            |
| 9  | Tim Wellens       | Lotto-Belisol           |    | 13 s            |
| 10 | Thomas Dekker     | Garmin-Sharp            |    | 13 s            |

### 3eétape
|    | Coureur             | Équipe                       |    | Temps           |
| -- | ------------------- | ---------------------------- | -- | --------------- |
| 1  | Gregory Henderson   | Lotto-Belisol                | en | 4 h 30 min 26 s |
| 2  | Tyler Farrar        | Garmin-Sharp                 | +  | m.t             |
| 3  | André Greipel       | Lotto-Belisol                |    | m.t             |
| 4  | Michael Van Staeyen | Topsport Vlaanderen-Baloise  |    | m.t             |
| 5  | Coen Vermeltfoort   | De Rijke                     |    | m.t             |
| 6  | Paul Martens        | Belkin                       |    | m.t             |
| 7  | Kenny van Hummel    | Androni Giocattoli-Venezuela |    | m.t             |
| 8  | Mike Teunissen      | Rabobank Development         |    | m.t             |
| 9  | Roy Jans            | Wanty-Groupe Gobert          |    | m.t             |
| 10 | Wesley Kreder       | Wanty-Groupe Gobert          |    | m.t             |

|    | Coureur           | Équipe                  |    | Temps           |
| -- | ----------------- | ----------------------- | -- | --------------- |
| 1  | Marcel Kittel     | Giant-Shimano           | en | 8 h 58 min 38 s |
| 2  | Gianni Meersman   | Omega Pharma-Quick Step | +  | 5 s             |
| 3  | Tyler Farrar      | Garmin-Sharp            |    | 5 s             |
| 4  | Philippe Gilbert  | BMC Racing              |    | 7 s             |
| 5  | Gregory Henderson | Lotto-Belisol           |    | 9 s             |
| 6  | Brian van Goethem | Metec-TKH Continental   |    | 12 s            |
| 7  | Tim Wellens       | Lotto-Belisol           |    | 12 s            |
| 8  | Jos van Emden     | Belkin                  |    | 13 s            |
| 9  | Thomas Dekker     | Garmin-Sharp            |    | 13 s            |
| 10 | Dylan van Baarle  | Garmin-Sharp            |    | 17 s            |

### 4eétape
|    | Coureur            | Équipe                  |    | Temps          |
| -- | ------------------ | ----------------------- | -- | -------------- |
| 1  | Philippe Gilbert   | BMC Racing              | en | 4 h 40 min 1 s |
| 2  | Tim Wellens        | Lotto-Belisol           | +  | 3 s            |
| 3  | Paul Martens       | Belkin                  |    | 6 s            |
| 4  | Gianni Meersman    | Omega Pharma-Quick Step |    | 10 s           |
| 5  | Mike Teunissen     | Rabobank Development    |    | 10 s           |
| 6  | Jempy Drucker      | Wanty-Groupe Gobert     |    | 10 s           |
| 7  | Maurits Lammertink | Jo Piels                |    | 10 s           |
| 8  | Gianni Vermeersch  | Sunweb-Napoleon Games   |    | 10 s           |
| 9  | Dylan van Baarle   | Garmin-Sharp            |    | 10 s           |
| 10 | Roy Curvers        | Giant-Shimano           |    | 10 s           |

|    | Coureur          | Équipe                                    |    | Temps            |
| -- | ---------------- | ----------------------------------------- | -- | ---------------- |
| 1  | Philippe Gilbert | BMC Racing                                | en | 13 h 38 min 36 s |
| 2  | Tim Wellens      | Lotto-Belisol                             | +  | 12 s             |
| 3  | Gianni Meersman  | Omega Pharma-Quick Step                   |    | 18 s             |
| 4  | Paul Martens     | Belkin                                    |    | 24 s             |
| 5  | Thomas Dekker    | Garmin-Sharp                              |    | 26 s             |
| 6  | Dylan van Baarle | Garmin-Sharp                              |    | 30 s             |
| 7  | Albert Timmer    | Giant-Shimano                             |    | 30 s             |
| 8  | Wout van Aert    | Vastgoedservice-Golden Palace Continental |    | 32 s             |
| 9  | Jos van Emden    | Belkin                                    |    | 37 s             |
| 10 | Tijmen Eising    | Metec-TKH Continental                     |    | 41 s             |

### 5eétape
| Résultats \| \| Coureur \| Équipe \| \| Temps \| \| -- \| ------------------- \| ---------------------------- \| -- \| --------------- \| \| 1 \| André Greipel \| Lotto-Belisol \| en \| 3 h 54 min 41 s \| \| 2 \| Tyler Farrar \| Garmin-Sharp \| + \| m.t \| \| 3 \| Robert Wagner \| Belkin \| \| m.t \| \| 4 \| Michael Van Staeyen \| Topsport Vlaanderen-Baloise \| \| m.t \| \| 5 \| Roy Jans \| Wanty-Groupe Gobert \| \| m.t \| \| 6 \| Dylan Groenewegen \| De Rijke \| \| m.t \| \| 7 \| Kenny van Hummel \| Androni Giocattoli-Venezuela \| \| m.t \| \| 8 \| Gianni Meersman \| Omega Pharma-Quick Step \| \| m.t \| \| 9 \| Johim Ariesen \| Metec-TKH Continental \| \| m.t \| \| 10 \| Mike Teunissen \| Rabobank Development \| \| m.t \| |                     |                              |    |                 |
| | Coureur             | Équipe                       |    | Temps           |
| 1 | André Greipel       | Lotto-Belisol                | en | 3 h 54 min 41 s |
| 2 | Tyler Farrar        | Garmin-Sharp                 | +  | m.t             |
| 3 | Robert Wagner       | Belkin                       |    | m.t             |
| 4 | Michael Van Staeyen | Topsport Vlaanderen-Baloise  |    | m.t             |
| 5 | Roy Jans            | Wanty-Groupe Gobert          |    | m.t             |
| 6 | Dylan Groenewegen   | De Rijke                     |    | m.t             |
| 7 | Kenny van Hummel    | Androni Giocattoli-Venezuela |    | m.t             |
| 8 | Gianni Meersman     | Omega Pharma-Quick Step      |    | m.t             |
| 9 | Johim Ariesen       | Metec-TKH Continental        |    | m.t             |
| 10 | Mike Teunissen      | Rabobank Development         |    | m.t             |

## Classements finals

### Classement général
|    | Cycliste         | Équipe                                    |    | Temps            |
| -- | ---------------- | ----------------------------------------- | -- | ---------------- |
| 1  | Philippe Gilbert | BMC Racing                                | en | 17 h 33 min 17 s |
| 2  | Tim Wellens      | Lotto-Belisol                             | +  | 12 s             |
| 3  | Gianni Meersman  | Omega Pharma-Quick Step                   |    | 17 s             |
| 4  | Paul Martens     | Belkin                                    |    | 24 s             |
| 5  | Thomas Dekker    | Garmin-Sharp                              |    | 26 s             |
| 6  | Dylan van Baarle | Garmin-Sharp                              |    | 30 s             |
| 7  | Albert Timmer    | Giant-Shimano                             |    | 30 s             |
| 8  | Wout van Aert    | Vastgoedservice-Golden Palace Continental |    | 32 s             |
| 9  | Jos van Emden    | Belkin                                    |    | 37 s             |
| 10 | Tyler Farrar     | Garmin-Sharp                              |    | 39 s             |

### Classements annexes
|   | Cycliste         | Équipe        | Points |
| - | ---------------- | ------------- | ------ |
| 1 | Tyler Farrar     | Garmin-Sharp  | 36     |
| 2 | Philippe Gilbert | BMC Racing    | 30     |
| 3 | André Greipel    | Lotto-Belisol | 25     |

|   | Cycliste           | Équipe                                    | Points |
| - | ------------------ | ----------------------------------------- | ------ |
| 1 | Dries Hollanders   | Metec-TKH Continental                     | 35     |
| 2 | Ronan van Zandbeek | De Rijke                                  | 12     |
| 3 | Wout van Aert      | Vastgoedservice-Golden Palace Continental | 10     |

|   | Cycliste          | Équipe                       | Points |
| - | ----------------- | ---------------------------- | ------ |
| 1 | Timo Roosen       | Rabobank Development         | 10     |
| 2 | Nicola Testi      | Androni Giocattoli-Venezuela | 7      |
| 3 | Brian van Goethem | Metec-TKH Continental        | 6      |

|   | Équipe                | Pays       |    | Temps            |
| - | --------------------- | ---------- | -- | ---------------- |
| 1 | Garmin-Sharp          | États-Unis | en | 52 h 41 min 37 s |
| 2 | Wanty-Groupe Gobert   | Belgique   | +  | 41 s             |
| 3 | Metec-TKH Continental | Pays-Bas   |    | 42 s             |

## Évolution des classements
| Étape              | Vainqueur          | Classement général | Classement par points | Classement de la montagne | Classement des sprints | Classement par équipes |
| ------------------ | ------------------ | ------------------ | --------------------- | ------------------------- | ---------------------- | ---------------------- |
| 1                  | Philippe Gilbert   | Philippe Gilbert   | Philippe Gilbert      | Non décerné               | Non décerné            | Garmin-Sharp           |
| 2                  | Marcel Kittel      | Marcel Kittel      | Marcel Kittel         | Non décerné               | Timo Roosen            | Garmin-Sharp           |
| 3                  | Gregory Henderson  | Marcel Kittel      | Tyler Farrar          | Ronan van Zandbeek        | Timo Roosen            | Garmin-Sharp           |
| 4                  | Philippe Gilbert   | Philippe Gilbert   | Philippe Gilbert      | Dries Hollanders          | Timo Roosen            | Garmin-Sharp           |
| 5                  | André Greipel      | Philippe Gilbert   | Tyler Farrar          | Dries Hollanders          | Timo Roosen            | Garmin-Sharp           |
| Classements finals | Classements finals | Philippe Gilbert   | Tyler Farrar          | Dries Hollanders          | Timo Roosen            | Garmin-Sharp           |